# 아스와정
아스와정(足羽町)은 후쿠이현 아스와군에 있던 정이다. 현재의 후쿠이시 중심부의 남쪽에 해당한다.
1971년 9월 1일 후쿠이시에 편입되어 소멸되었다. 아스와정이 편입 이후 2004년 3월 1일 아와라시가 성립에 따라 사카이군 가나쓰정과 아사하라정이 소멸할 때까지 30년 이상 현내 자치단체 소멸이 없었다.

## 지리
후쿠이시 동쪽, 사바에시 북쪽에 위치한 농업지대이며, 이치노야 아사쿠라씨 유적지가 있는 사적지이다.

## 역사

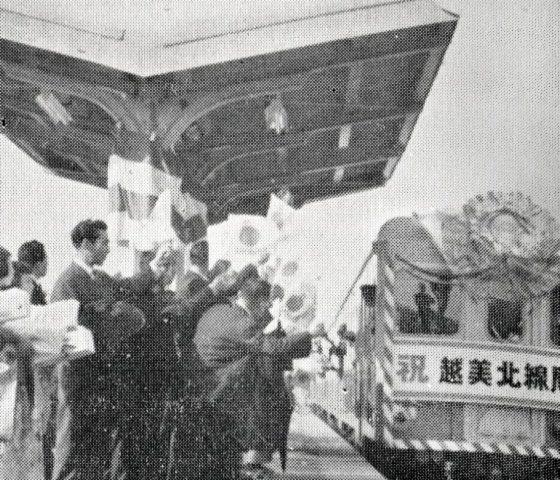
에쓰미호쿠선 개통 기념식 모습
1960년 12월 15일 촬영

- 1955년 3월 31일 - 사코촌, 이치조다니촌, 가미몬주촌, 시모몬주촌, 로쿠조촌이 합병해 아스와촌이 성립하였다.
- 1955년 7월 10일 - 도고촌을 편입하였다.
- 1956년 4월 10일 - 일부구역이 후쿠이시에 편입되었다.
- 1960년 8월 10일 - 정으로 승격해 아스와정이 되었다.
- 1971년 8월 31일 - 후쿠이시에 편입해, 동일 아스와정은 폐지되었다.

## 교통

### 철도
- 일본국유철도
  - 호쿠리쿠 본선
  - 에쓰미호쿠선

## 문화재
하나야마 행사 - 토치센에 750년 이상 전부터 전해 내려오는 행사이며, 매년 5월 5일, 구내 남자아이들이 각각 꽃산을 들고 도치이 신사(북위 36도 00분 07.3초, 동경 136도 16분 27.1초)에서 마을을 일주하는 행사이다 1962년 5월 15일, 현의 무형민속문화재로 지정되어 있다.

## 참고문헌
- 福井県総務部地方課『福井県町村合併誌』福井県、1961年3月20日。